# Stictopisthus nigrans
Stictopisthus nigrans là một loài tò vò trong họ Ichneumonidae.